# Batalla de Juliaipole
La batalla de Juliaipole o de Guliaipole es un conflicto militar en curso entre las Fuerzas Armadas de Rusia y las Fuerzas Armadas de Ucrania por la ciudad de Guliaipole, en el centro del óblast de Zaporiyia en el marco de la invasión rusa de Ucrania.
En las primeras semanas de la invasión rusa de Ucrania, las fuerzas rusas capturaron y ocuparon la parte sur del óblast de Zaporiyia. Llegaron hasta las ciudades ucranianas de Orikhiv y Guliaipole, antes de que la ofensiva se estancara y la línea del frente se estabilizara justo al sur de Guliaipole. Los esfuerzos rusos por capturar la ciudad fueron frustrados por las fuerzas ucranianas.
En mayo de 2022, las fuerzas rusas comenzaron un bombardeo intensivo de Guliaipole, que se ha llevado a cabo diariamente en los meses posteriores. La infraestructura civil, incluidos edificios residenciales, centros culturales e instalaciones agrícolas, resultó dañada y destruida durante el bombardeo. En respuesta al bombardeo sostenido de Guliaipole, el Servicio de Seguridad de Ucrania acusó a las fuerzas armadas rusas de cometer crímenes de guerra.

## Ofensiva

### Marzo
Durante la campaña meridional de Ucrania durante su invasión, Guliaipole se quedó sin electricidad y agua desde el 2 de marzo de 2022. Al día siguiente, las fuerzas rusas capturaron la cercana ciudad de Polohy. El 5 de marzo, las fuerzas rusas entraron brevemente en Guliaipole.
El 15 de marzo, las Fuerzas Armadas rusas estaban realizando operaciones de combate alrededor de Guliaipole. Una división de misiles ucraniana dirigida por Dmytro Vasyliev contraatacó a las fuerzas rusas cerca de Guliaipole, pero el 18 de marzo, las fuerzas rusas dispararon contra Vasyliev y murió a causa de sus heridas al día siguiente. Recibió póstumamente la Orden de la Estrella Dorada, que fue entregada a su esposa e hijo por el presidente Volodímir Zelenski. El 26 de marzo, el gobierno militar de la ocupación rusa del óblast de Zaporiyia afirmó que las fuerzas ucranianas habían recuperado las aldeas de Poltavka y Malynivka al este de Guliaipole después de intensos combates.
Para el 30 de marzo, Guliaipole había experimentado casi un mes de bombardeos nocturnos, mientras que su población había disminuido a alrededor de 2000, con alrededor de una docena de civiles muertos.

### Abril
El 21 de abril, tres helicópteros rusos fueron derribados sobre Guliaipole por un sistema de defensa aérea portátil ucraniano, lo que obligó a una columna de tanques rusos cercana a retirarse, mientras que la artillería de largo alcance ucraniana también destruyó 24 tanques rusos y 10 APC en el área alrededor del ciudad. Serhiy Yarmak, el alcalde de Guliaipole, informó que las fuerzas ucranianas locales habían nombrado sus posiciones defensivas en honor a Nestor Makhno, un nativo de Guliaipole que luchó en la guerra de independencia de Ucrania.
El 25 de abril, las fuerzas rusas comenzaron a concentrar sus esfuerzos en capturar Guliaipole, reforzar sus propias posiciones y disparar contra las ucranianas. Al día siguiente, tres personas resultaron heridas y varias casas fueron destruidas durante un bombardeo de la artillería rusa, que continuó durante varios días. El gobierno provincial de Zaporiyia informó más tarde que las tropas rusas en el área estaban disparando contra sus propios autos, para no ser enviados al frente en Guliaipole, y que también se quejaban de la ineficacia que tenían sus ataques contra las Fuerzas de Defensa Territorial.

## Bombardeo

### Mayo
El 6 de mayo, las fuerzas rusas comenzaron a bombardear la ciudad con artillería y ataques aéreos. Roman Balinsky, soldado de la Infantería Mecanizada de Ucrania, informó que su brigada "apenas tuvo tiempo de atrincherarse cuando empezaron a bombardearnos". Balinsky casi muere en un ataque de un tanque ruso en su trinchera, pero los cirujanos de campo le salvaron la vida.
En respuesta al bombardeo, Serhiy Yarmak ordenó la evacuación de los residentes de la ciudad. El 14 de mayo, se informó que muchos edificios residenciales habían sido dañados o destruidos durante los continuos bombardeos, un acto que el Servicio de Seguridad de Ucrania en Zaporiyia consideró un crimen de guerra. Las fuerzas rusas también destruyeron la carretera entre Guliaipole, controlada por Ucrania, y la ciudad de Polohy, controlada por Rusia, utilizando minas terrestres. Ese mismo día, Serhii Parkhomenko, comandante de la 229.ª Brigada de Aviación Táctica, fue derribado y asesinado cerca de Guliaipole. Se le otorgó póstumamente el título de "Héroe de Ucrania", que fue entregado a su familia por el presidente Volodímir Zelenski.
El 28 de mayo, la 45.ª Brigada de Artillería Separada de las Fuerzas Armadas de Ucrania publicó un video que documenta el bombardeo de artillería de las fuerzas rusas, que supuestamente estaban saqueando una aldea cerca de Guliaipole.

### Junio
En junio, las fuerzas rusas desplegaron múltiples lanzacohetes para bombardear la infraestructura civil restante de Guliaipole. Oleksandr Starukh, gobernador del óblast de Zaporiyia, informó que la línea defensiva ucraniana se estaba reforzando en Guliaipole, donde aún continuaban los enfrentamientos. El 7 de junio, un niño de 10 años resultó herido en un ataque de artillería rusa contra Guliaipole.
El 9 de junio, la Dirección General de Inteligencia del Ministerio de Defensa de Ucrania informó que los cuerpos de los soldados rusos que murieron combatiendo en Guliaipole habían sido llevados a una planta empacadora de carne en Melitópol, ocupada por Rusia, y acusó al gobierno ruso de minimizar el número de bajas. La Dirección General de Inteligencia también reveló que habían intentado romper el sitio de Mariúpol a principios de abril, pero el destacamento enviado desde Guliaipole para irrumpir en la ciudad fue repelido por la línea defensiva rusa.
El 13 de junio, la Fuerza Aérea Rusa lanzó una serie de ataques aéreos contra posiciones ucranianas en Guliaipole. Según los informes, las fuerzas armadas rusas continuaron atacando la infraestructura civil, en lugar de enfrentarse directamente a las fuerzas ucranianas. Según el Estado Mayor de las Fuerzas Armadas de Ucrania, este bombardeo continuado se llevó a cabo para inmovilizar a las fuerzas ucranianas en Guliaipole, como parte de un intento de las fuerzas rusas de capturar la ciudad de Severodonetsk. Las fuerzas rusas dispararon morteros, artillería y múltiples lanzacohetes contra las posiciones ucranianas en Guliaipole, pero los ucranianos pudieron repeler la ofensiva rusa. Las fuerzas ucranianas lograron pequeños avances en el área alrededor de Guliaipole, aunque esto tuvo un alto costo de personal, y muchos ucranianos resultaron heridos en el fuego de artillería.

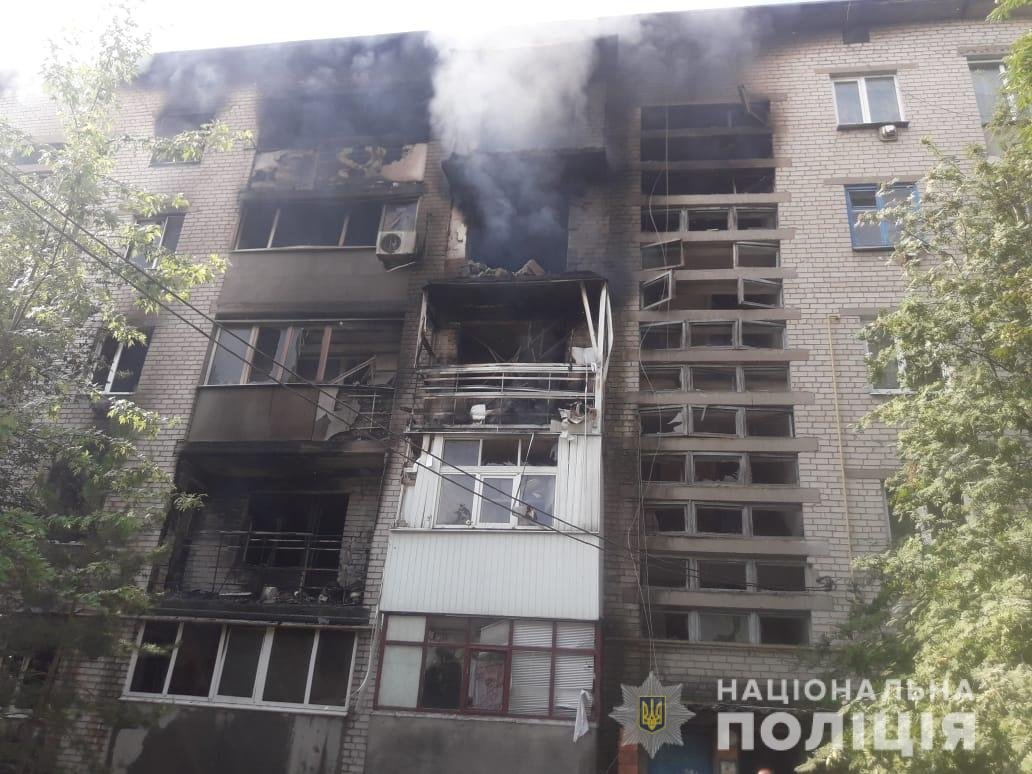
Casa de 5 pisos en Juliaipole después del bombardeo ruso el 30 de junio de 2022.

El 18 de junio, continuaron los bombardeos contra Guliaipole, que dañaron varios edificios residenciales y comerciales e hirieron a varios civiles. El 28 de junio, para inmovilizar a las fuerzas ucranianas como parte de la ofensiva rusa contra Lisichansk, las fuerzas rusas bombardearon posiciones ucranianas en Guliaipole.

### Julio
El 5 de julio, la Administración Militar Regional de Zaporiyia informó de los continuos ataques con misiles rusos contra la infraestructura civil en Guliaipole. El 10 de julio, el Estado Mayor General de las Fuerzas Armadas de Ucrania también informó de ataques sostenidos de artillería rusa contra Guliaipole. Tras los ataques con misiles rusos contra Guliaipole el 12 de julio, la Policía Nacional de Ucrania informó que las bombas de racimo habían explotado en campos agrícolas cercanos y quemado más de 600 hectáreas de cereales. Aunque las Fuerzas Armadas rusas no estaban realizando más operaciones ofensivas en Zaporiyia, continuaron bombardeando Guliaipole.
El 19 de julio, las Fuerzas Armadas rusas comenzaron a reagrupar sus tropas en Zaporiyia y comenzaron a concentrar sus esfuerzos en capturar la región. Esa fecha, las fuerzas rusas bombardearon Guliaipole utilizando un sistema de lanzacohetes múltiple BM-21 Grad y artillería, causando daños a una serie de edificios administrativos y residenciales y, según se informa, dejando varias víctimas, con el Servicio Estatal de Emergencia de Ucrania apagando incendios en las secuelas. El 21 de julio, Serhiy Yarmak informó que más de 1.000 viviendas y casi toda la infraestructura de la ciudad habían resultado dañadas durante los meses de fuertes bombardeos.  Las fuerzas rusas continuaron bombardeando infraestructura civil y militar en Guliaipole hasta agosto, pero no tomaron más acciones militares en el área.

### Agosto

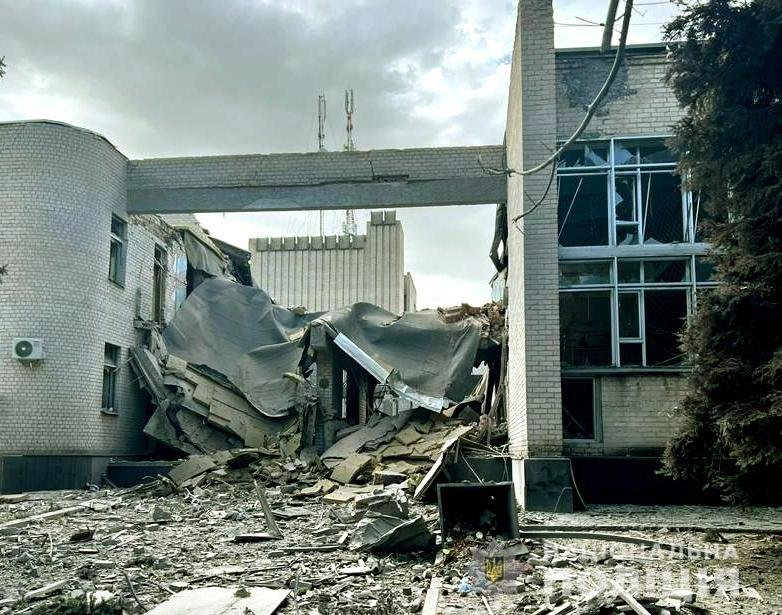
Complejo deportivo destruido.

El 12 de agosto, el Estado Mayor General de las Fuerzas Armadas de Ucrania informó que las fuerzas rusas habían abierto fuego contra posiciones ucranianas en Guliaipole, pero fueron repelidas. Como parte de su esfuerzo por avanzar hacia Zaporiyia, las fuerzas rusas realizaron un reconocimiento aéreo cerca de Guliaipole. Según informes, tanques y artillería rusos realizaron más bombardeos de Guliaipole, que posteriormente fueron seguidos por ataques aéreos. El bombardeo sostenido de Guliaipole por parte de la artillería y los ataques aéreos rusos resultó en la destrucción de un complejo deportivo el 22 de agosto. En la noche del 28 de agosto, un misil ruso Kh-22 supuestamente golpeó una comunidad de viviendas en la capital regional de Zaporiyia, donde varios residentes de Guliaipole se habían refugiado después de huir de su ciudad natal. Mientras tanto, el Estado Mayor de Ucrania informó sobre la continuación de los ataques aéreos rusos contra Guliaipole. La fuerza aérea rusa también llevó a cabo un reconocimiento alrededor de Guliaipole, utilizando vehículos aéreos no tripulados.

### Septiembre

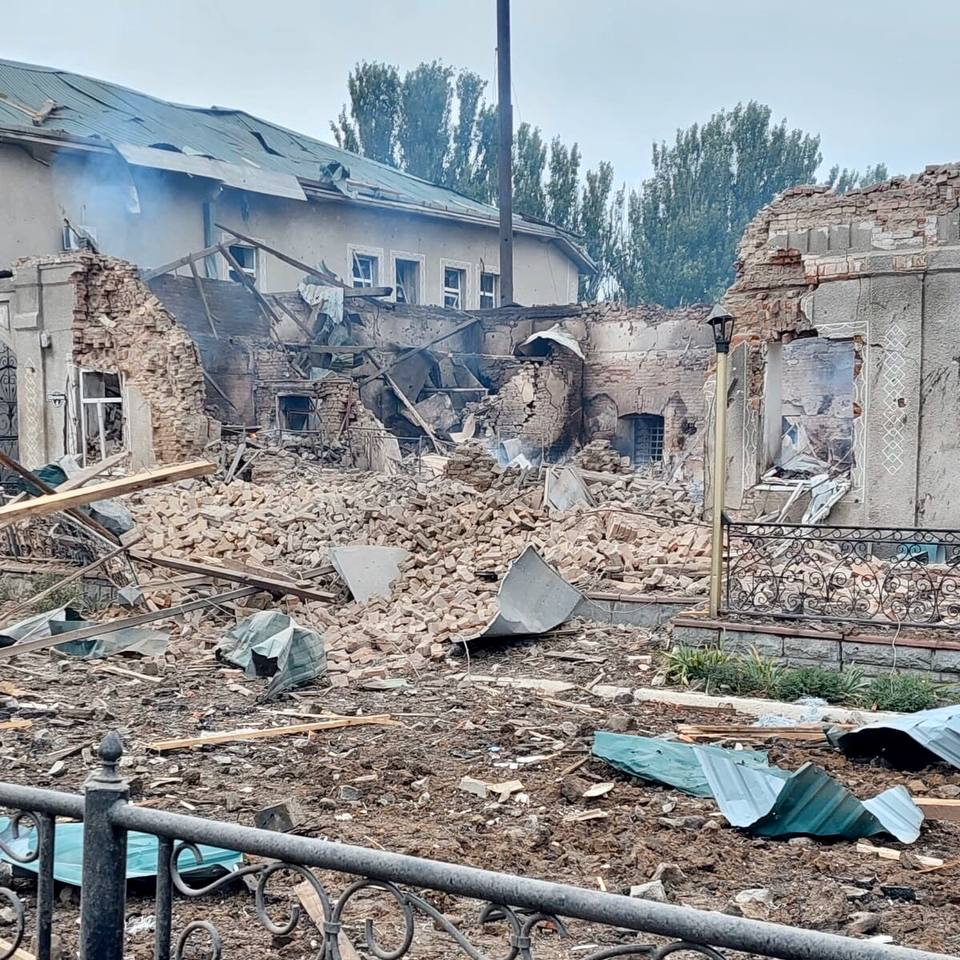
Casa histórica de ingresos del comerciante Boris Karmanov (1900) después del bombardeo del 28 de septiembre de 2022.

El 1 de septiembre, las fuerzas rusas bombardearon Guliaipole con tanques y artillería, en ataques que continuaron cuando las Fuerzas Armadas de Ucrania mataron a varios militares rusos en el frente de Zaporiyia. El 5 de septiembre, la Administración Militar del óblast de Zaporiyia  informó que las fuerzas rusas habían estado disparando contra la infraestructura civil de Guliaipole, mientras concentraban sus esfuerzos principales en mantener sus propias posiciones. Aunque no se llevaron a cabo operaciones ofensivas en el frente de Zaporiyia, persistió el bombardeo ruso de la infraestructura civil de Guliaipole, con informes que indican que civiles resultaron heridos y uno murió en el bombardeo. El 24 de septiembre, las unidades de artillería ucranianas en Guliaipole destruyeron 10 piezas de los sistemas de armas rusos, pero el bombardeo ruso de la ciudad pudo continuar al día siguiente. Según Oleksandr Starukh, el 28 de septiembre, las fuerzas rusas dispararon tres misiles S-300 contra el centro de la ciudad, destruyendo un edificio histórico, dañando una carretera y causando un número no confirmado de víctimas.

### Octubre
Las fuerzas rusas no llevaron a cabo operaciones ofensivas activas contra Guliaipole a principios de octubre, pero continuaron bombardeando la ciudad, infligiendo daños por fuego, utilizando artillería, morteros y tanques. Según el gobernador de Zaporiyia, Oleksandr Starukh, el bombardeo ruso mató al teniente de alcalde de Guliaipole, Oleksandr Savytskyi, y al director del servicio público local, Oleksandr Kosarenko, quienes supuestamente murieron en sus lugares de trabajo. Tras el bombardeo, el 4 de octubre, la Fuerza Aérea de Ucrania respondió contraatacando las posiciones rusas cerca de Huliaipole, destruyendo algunos equipos militares. Los ataques de artillería y cohetes rusos continuaron en los días siguientes.
En la noche del 16 de octubre, misiles rusos alcanzaron y destruyeron escuelas en las aldeas vecinas de Vozdvyzhivka y Dobropillia, justo al norte de Guliaipole, como parte de un bombardeo sostenido contra la infraestructura civil de la región. Al día siguiente, las Fuerzas Armadas de Ucrania llevaron a cabo ataques contra las posiciones rusas al sur de Guliaipole, golpeando supuestamente equipo militar e hiriendo a decenas de soldados rusos. El 19 de octubre, Oleksandr Starukh informó que misiles rusos S-300 habían sido disparados contra la propia ciudad, destruyendo otra escuela sin causar víctimas.
El 28 de octubre, las fuerzas rusas volvieron a disparar contra las posiciones militares ucranianas y la infraestructura civil en Guliaipole. Los bombardeos se dirigieron especialmente a viviendas residenciales y, según se informa, causaron daños por incendios.

### Noviembre
El 4 de noviembre, las fuerzas rusas continuaron bombardeando Huliaipole, utilizando tanques, morteros y artillería. Al día siguiente, Ivan Fedorov concedió una entrevista a Ukrinform, en la que afirmó que la ocupación militar rusa estaba utilizando a los residentes detenidos de Melitópol para cavar trincheras alrededor de Guliaipole. El 7 de noviembre, Oleksandr Starukh informó que las fuerzas rusas habían disparado misiles S-300 contra un pueblo cerca de Guliaipole, dañando un centro cultural y un almacén agrícola, junto con algunas casas. Al día siguiente, Guliaipole fue bombardeada nuevamente con artillería. El 10 de noviembre, mientras continuaba el bombardeo de artillería de Guliaipole, el Estado Mayor ucraniano informó que las fuerzas rusas estaban comenzando a fortalecer sus posiciones en las áreas ocupadas de la región de Zaporiyia, utilizando civiles para ayudar con la construcción. Al día siguiente, las fuerzas rusas llevaron a cabo ataques con misiles contra infraestructura civil en Guliaipole, supuestamente destruyendo casas. El 12 de noviembre, Ivan Fedorov informó que el 115.º Batallón Separado de Melitópol de las Fuerzas de Defensa Territorial había destruido 4 vehículos blindados de transporte de personal rusos cerca de Guliaipole.
El bombardeo de artillería de Guliaipole continuó durante la semana siguiente, dañando casas e infraestructura civil, como parte de un intento de las fuerzas rusas de defender sus líneas de frente a través de la región de Zaporiyia. El 18 de noviembre, las Fuerzas Armadas de Ucrania respondieron realizando ataques contra posiciones rusas a lo largo de la línea de contacto, hiriendo a más de 100 soldados y destruyendo 20 equipos militares. El 21 de noviembre, Petro Andriushchenko informó que el movimiento de equipo militar y mano de obra rusa desde Mariúpol había cambiado de dirección hacia Guliaipole, lo que confirma que dos grandes convoyes militares se habían movido hacia la ciudad a través de Nikolske. El bombardeo de las posiciones militares ucranianas y la infraestructura civil en Guliaipole continuó durante los días siguientes, cuando las fuerzas armadas rusas comenzaron a realizar operaciones defensivas activas en la zona.
Habiendo enfrentado bombardeos constantes durante ocho meses, el próximo invierno también se convirtió en una preocupación para la gente de Guliaipole, que comenzaba a enfrentar temperaturas negativas. Como la ciudad ya no tenía electricidad, la comida se cocinaba en fogatas y el agua se extraía de los pozos. Trabajadores humanitarios voluntarios distribuyeron ropa de abrigo y alimentos a los lugareños, quienes, según informó Reuters, se estaban refugiando juntos de los bombardeos en sótanos estrechos. Guliaipole y Orikhiv recibieron paquetes de ayuda de organizaciones no gubernamentales como Slava Ukraini, cuyos voluntarios fueron atacados con morteros durante uno de sus envíos.

### Diciembre
Después de una contraofensiva exitosa que resultó en la captura de Jersón por las fuerzas ucranianas, la atención comenzó a cambiar hacia una posible ofensiva en Zaporiyia. Desde la captura de Jersón, la actividad de helicópteros rusos alrededor de Guliaipole se hizo más frecuente y se intensificó el bombardeo de artillería de las posiciones ucranianas en Guliaipole, a medida que el equipo militar ruso se desplazaba hacia la ciudad. En la primera semana de diciembre, se registró un aumento del fuego de la artillería rusa sobre Guliaipole, mientras las fuerzas rusas intentaban mejorar su posición táctica en la zona. El Estado Mayor de Ucrania informó que los ataques a la ciudad habían causado daños por fuego. El bombardeo de artillería contra Guliaipole continuó la semana siguiente, mientras se desplegaban tanques rusos en la región.

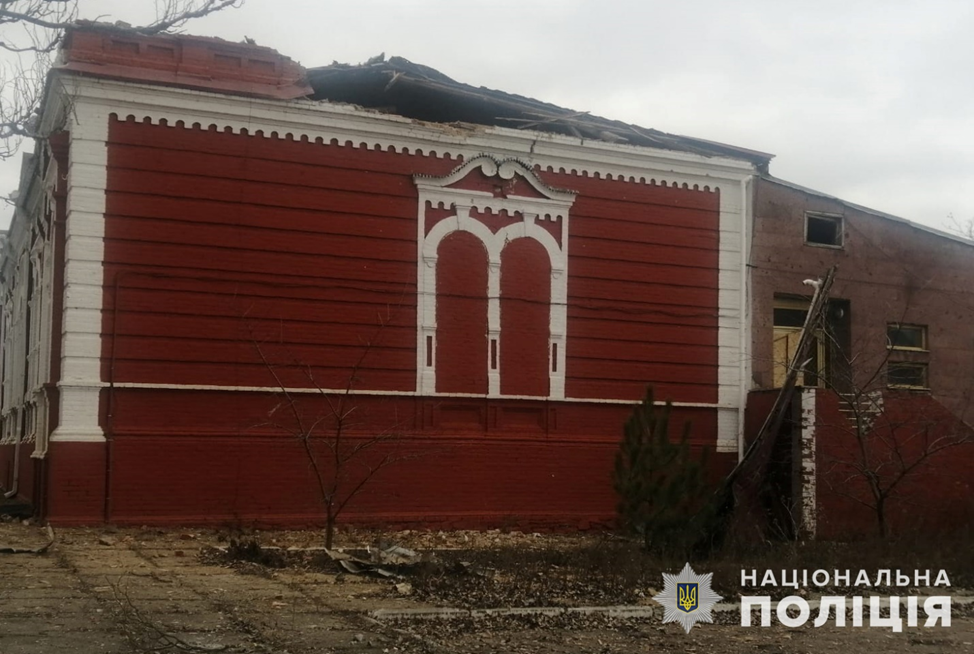
Museo local de Juliaipole después del bombardeo ruso en diciembre de 2022.

El 9 de diciembre, las fuerzas rusas y ucranianas en Guliaipole intercambiaron fuego de artillería, en respuesta a lo que la inteligencia rusa informó que era una concentración de infantería mecanizada ucraniana alrededor de la ciudad, lo que provocó más especulaciones sobre una ofensiva ucraniana en la región. El 11 de diciembre, las tropas rusas atacaron la ciudad, supuestamente dañando la infraestructura civil crítica e hiriendo al menos a dos civiles, según Oleksandr Starukh. Al día siguiente, la UNESCO informó que un centro cultural y un Salón del Reino se encontraban entre los sitios culturales en Guliaipole que fueron dañados por los ataques rusos. El bombardeo de la artillería rusa continuó durante la semana siguiente, dañando aún más la infraestructura civil. Las fuerzas rusas también comenzaron a concentrar tropas alrededor de Melitópol, en respuesta al aumento del número de ucranianos alrededor de Guliaipole.

### Enero
El bombardeo de artillería de Huliaipole continuó hasta 2023, mientras las fuerzas rusas continuaban manteniendo posiciones defensivas en el óblast de Zaporiyia. En ese momento, la población civil restante de la ciudad era de unas 2.300 personas, que sufrían los bombardeos diarios de las fuerzas rusas. El 7 de enero, durante la "tregua de Navidad" propuesta por Rusia, aproximadamente 230 proyectiles cayeron sobre la ciudad. El bombardeo de la ciudad continuó durante la semana siguiente. Durante el bombardeo del 12 de enero, el fuego infligió daños en varias casas y un residente de la ciudad de 73 años resultó muerto.
Habiendo permanecido en gran medida a la defensiva durante las primeras semanas del año, el 18 de enero, las fuerzas rusas intentaron una ofensiva contra Orikhiv y Huliaipole, pero no tuvieron éxito. Posteriormente, las fuerzas rusas continuaron bombardeando la ciudad con artillería y ataques con misiles. El 20 de enero, Oleksandr Starukh informó que el bombardeo ruso había dañado varias casas y había matado a una mujer en Guliaipole.
Mientras continuaban los ataques con misiles y el bombardeo de artillería de Guliaipole, Vladimir Rogov anunció que las tropas rusas avanzaban hacia Orikhiv y Huliaipole como parte de una ofensiva general en el óblast de Zaporiyia. Las fuerzas armadas ucranianas repelieron la ofensiva y los funcionarios rusos afirmaron que su avance se había estancado. Los informes indican que las fuerzas rusas lograron apoderarse de una franja de "tierra de nadie" previamente ocupada más cerca de las ciudades, aunque las fuerzas ucranianas no informaron de ningún asalto a gran escala en la zona. Según los informes, las fuerzas rusas en el área fueron retenidas en la ciudad de Charivne, lo que les impidió avanzar por la carretera hacia Orikhiv y Guliaipole.
El bombardeo de artillería de Guliaipole continuó hasta la última semana de enero, lo que resultó en la destrucción de viviendas y edificios escolares. La sinagoga de Guliaipole también resultó dañada en un ataque con misiles rusos. Esto provocó la condena del político israelí Ze'ev Elkin, cuya familia es originaria de la ciudad, así como del Gran Rabino de Ucrania, Moshe Reuven Azman.

### Febrero
Cuando las fuerzas rusas comenzaron a reagruparse y, según los informes, se prepararon para una nueva ofensiva, continuaron bombardeando Guliaipole durante la primera semana de febrero. El 10 de febrero, las fuerzas rusas estacionadas en Tokmak dispararon varios misiles S-300 contra el óblast de Zaporiyia, controlado por Ucrania, contra la infraestructura energética civil. Luego continuaron con el bombardeo de artillería de Guliaipole durante la segunda semana de febrero, dañando la infraestructura civil. El bombardeo de artillería de Guliaipole continuó hasta la tercera semana de febrero y hasta finales de mes, causando daños por incendios.
En el primer aniversario de la invasión, las fuerzas rusas lanzaron ataques contra las áreas controladas por Ucrania del frente de Zaporiyia, pero fueron repelidos. Posteriormente continuó el bombardeo ruso de Guliaipole, con ataques aéreos, ataques con misiles, y bombardeos de artillería, nuevamente causando daños por fuego. Durante el bombardeo de la línea de contacto, las fuerzas armadas rusas permanecieron a la defensiva.
A lo largo de los ataques contra Guliaipole, las agencias de ayuda de la Oficina de las Naciones Unidas para la Coordinación de Asuntos Humanitarios (OCNUDH) enviaron convoyes de suministros a la ciudad, trayendo suministros de socorro, incluidas botellas de agua, ya que la ciudad carecía de agua potable desde que comenzó la guerra.

### Marzo
Las fuerzas rusas en el frente de Zaporiyia permanecieron a la defensiva hasta marzo de 2023, disparando contra asentamientos a lo largo de la línea de contacto. El bombardeo intensivo de Guliaipole continuó durante todo el mes, mientras que las fuerzas rusas mantuvieron sus posiciones defensivas.
El alcalde de Huliaipole, Serhiy Yarmak, informó que los bombardeos habían disminuido durante el mes anterior y que todavía quedaban 3.000 residentes en la ciudad, incluidos 93 niños. Según Yarmak, el hospital siguió tratando a los pacientes en su sótano, la policía local patrullaba las calles para evitar que las tropas ucranianas compraran alcohol y los recolectores de basura hacían sus rutas habituales ahora con chalecos antibalas y cascos. El mismo Yarmak también usa uniforme y armadura, luciendo un parche que dice "Ten miedo del infierno y del chico de la ciudad de Makhno".
En la vecina Orikhiv, la teniente de alcalde Svitlana Mandrich informó que los ataques con misiles rusos habían sido tan constantes que los 2.000 residentes que permanecían en la ciudad, incluidos 60 niños, rara vez salían de sus refugios subterráneos. Ella estimó que la ciudad podría sufrir hasta 500 explosiones en un solo día e informó que 30 civiles habían muerto en Orikhiv desde que comenzó el bombardeo.

### Abril
El 6 de abril, las fuerzas rusas lanzaron cohetes y ataques aéreos contra el sector residencial de Orikhiv, dañando un edificio de apartamentos. También lanzaron dos misiles contra la infraestructura civil de Guliaipole, dañando varios edificios. El 8 de abril, dos civiles resultaron heridos en ataques aéreos rusos sobre Orikhiv y Guliaipole, que también dañaron edificios agrícolas y residenciales en las ciudades. En respuesta, el Servicio de Seguridad de Ucrania inició una investigación previa al juicio sobre presuntos crímenes de guerra rusos en el óblast de Zaporiyia.
El 11 de abril, después de que un misil guiado impactara en Guliaipole y dañara la infraestructura civil, el gobernador de Zaporiyia, Yuriy Malashko, recomendó que los residentes de la ciudad limitaran las visitas a los cementerios y anunció que se introducirían restricciones a la actividad civil durante la Semana Santa. En total, cuatro bombas aéreas custodiadas impactaron en Orikhiv y Guliaipole en el transcurso de ese día. Andriy Yermak, jefe del Cuartel General de Coordinación de Asuntos Humanitarios y Sociales de Ucrania, también anunció que se estaban evaluando los daños causados a las ciudades. Las fuerzas rusas continuaron manteniendo posiciones defensivas y bombardeando las ciudades durante la semana siguiente.
El 24 de abril, Vladimir Rogov, líder de la organización We Are Together with Russia, afirmó que 12 000 soldados ucranianos se habían concentrado cerca de Guliaipole.